# Hohenstein (Landkreis Reutlingen)
Hohenstein ist eine aus fünf Ortsteilen bestehende Gemeinde auf der Hochfläche der Schwäbischen Alb im Landkreis Reutlingen, etwa 20 Kilometer südlich von Reutlingen. Die aus den bis zur Gemeindereform von 1975 eigenständigen Dörfern Bernloch, Eglingen, Meidelstetten, Oberstetten und Ödenwaldstetten gegründete Gemeinde ist nach der ehemaligen Burg Hohenstein benannt.

## Geographie

### Geographische Lage
Die Gemeinde liegt in 720 bis 830 Meter Höhe auf der so genannten Mittleren Kuppenalb. Diese ist gekennzeichnet durch Trockentäler mit Wacholderheiden und sanften bewaldeten Hügeln.

### Nachbargemeinden
Folgende Städte und Gemeinden grenzen an die Gemeinde Hohenstein, sie werden im Uhrzeigersinn beginnend im Norden genannt und gehören zum Landkreis Reutlingen:
Gomadingen, Münsingen, Hayingen, Pfronstetten, Trochtelfingen und Engstingen.

### Gemeindegliederung

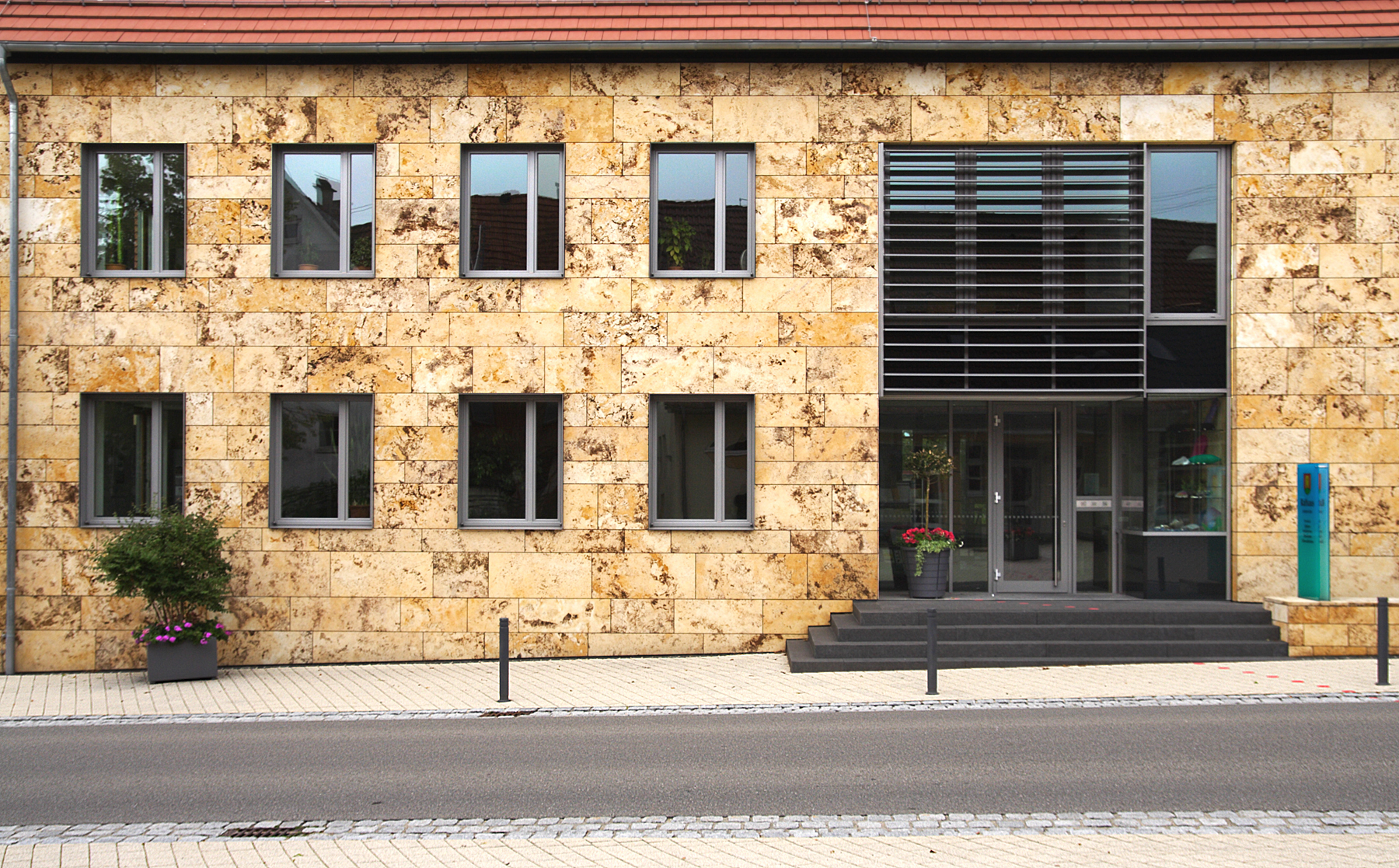
Rathaus der „neuen“ Gemeinde. Architektonische Besonderheit: Fassade vollständig aus albtypischen Kalktuff-Platten

Die Gemeinde wurde im Zuge der Gemeindereform am 1. Januar 1975 aus den damals selbständigen Gemeinden Bernloch, Eglingen, Meidelstetten, Oberstetten und Ödenwaldstetten gebildet.
Die Gemarkungen der früheren Gemeinden sind identisch mit den fünf Ortsteilen der Gemeinde. Die offizielle Benennung der Ortsteile erfolgt in der Form „Hohenstein - …“. Die Wahl des Gemeinderats erfolgt nach der Unechten Teilortswahl, die Ortsteile bilden dementsprechend zugleich Wohnbezirke im Sinne der baden-württembergischen Gemeindeordnung.
Zu den Ortsteilen Bernloch, Eglingen, Meidelstetten und Oberstetten gehören jeweils nur die gleichnamigen Dörfer. Zu Ödenwaldstetten gehören das Dorf Ödenwaldstetten und die Höfe Ludwigshof und Maßhalderbuch.
Im Gemeindegebiet liegen die Wüstungen Beuren, Distelreich, Ernstbrühl, Gerenberg, Kriechbaum, Wahlenberg und Walseich (Ortsteil Bernloch), Buchhausen, Henndorf und Herrendorf (Ortsteil Eglingen), Gaustetten (Ortsteil Meidelstetten), Dörrgut (Ortsteil Oberstetten) sowie Mettendorf, Weidental und Ziegelhütte im Ortsteil Ödenwaldstetten.

### Schutzgebiete
Die Gemeinde Hohenstein hat mit insgesamt elf Naturschutzgebieten und 14 Landschaftsschutzgebieten eine sehr hohe Zahl an zumeist recht kleinen Schutzgebieten. Das Eichholz liegt nördlich von Eglingen an der Gemarkungsgrenze zu Gomadingen. Der Steinbuckel und der Geißberg liegen südwestlich, die Gebiete Blasenberg-Ringelesberg und Krähberg-Kapellenberg südlich von Eglingen. Südlich von Oberstetten liegen die Gebiete Warmberg, Steinberg-Dürrenfeld und Halmberg, der Große Stöckberg liegt westlich der Ortschaft. Westlich von Meidelstetten liegt das Naturschutzgebiet Bauenofen-Häulesrain-Tal. Der Hüttenstuhlburren liegt auf halber Strecke zwischen Eglingen und Ödenwaldstetten.
Die Hohensteiner Landschaftsschutzgebiete sind Auf Unsang und Birkenschächle, Ringelesberg, Blasenberg und Saalhau sowie die Sommerschafweiden in Buchhausen, am Galgenberg, auf Rauhberg, auf Linsenberg und Bienenwäldle, auf Schwendeberg, im Bau, Ofenbuckel und Butzenbuch, auf Burgstall und Milchberg, in Kapellenäcker, im Weidental und im Pfingsholz. Am Landschaftsschutzgebiet Großes Lautertal hat die Gemeinde nur einen kleinen Anteil nördlich von Eglingen.
Die genannten Schutzgebiete überschneiden sich teilweise mit den FFH-Gebieten Gebiete um Trochtelfingen und Großes Lautertal und Landgericht.

## Geschichte

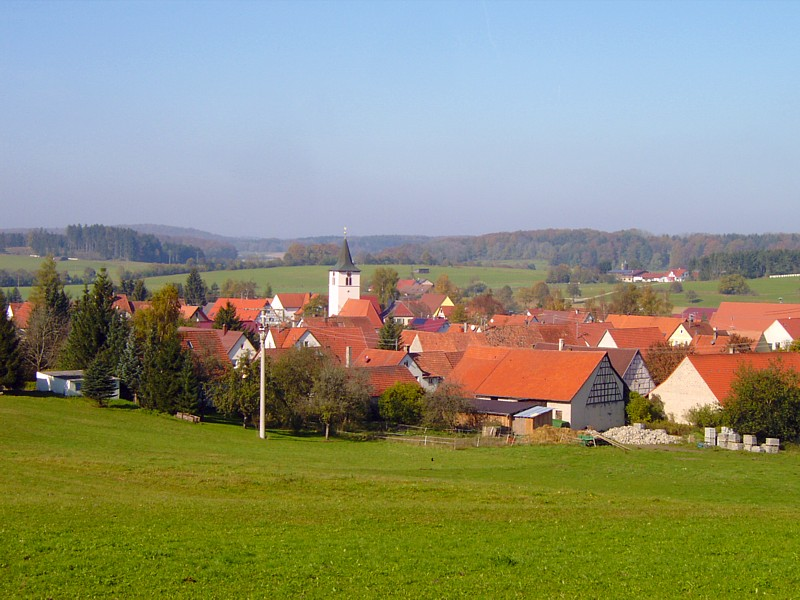
Blick auf Ödenwaldstetten

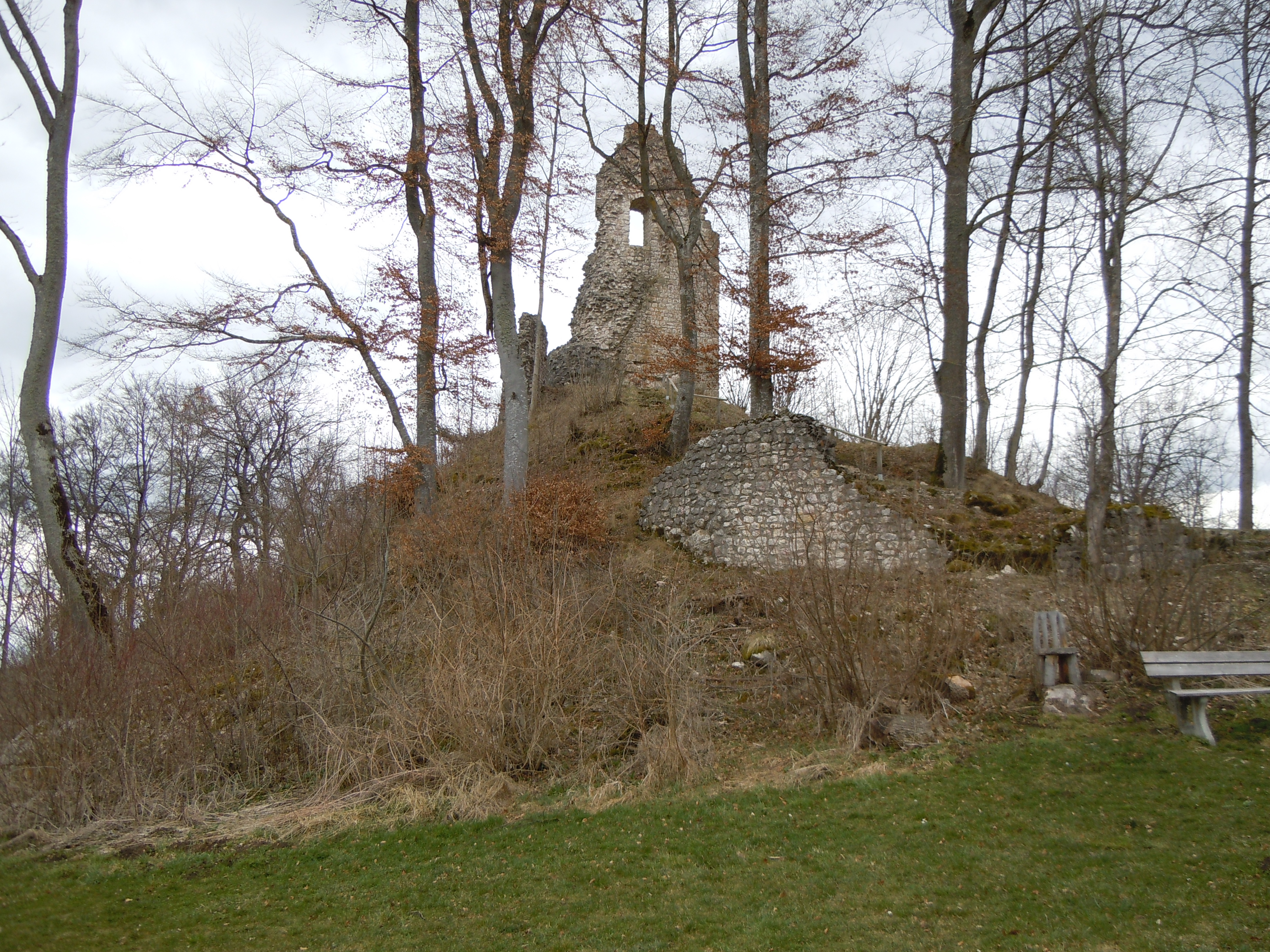
Die Burgruine Hohenstein auf der Gemarkung des Ortsteils Oberstetten ist namensgebend für die heutige Gesamtgemeinde

### Bernloch
Der Name Bernloch erscheint schon 1161 als Ordensgutshof eines Prämonstratenserklosters. Jedoch waren die Grafen von Achalm die Grundherren. Später kam es zum Herzogtum Württemberg, wo es zunächst zum Oberamt Urach gehörte.

### Eglingen
Die erste Erwähnung von Eglingen stammt aus dem Jahr 904. Während der Zeit der Stammesherzogtümer lag der Ort im Herzogtum Schwaben. Von 1249 bis 1413 herrschten die Herren von Eglingen. Danach wurde es an Heinz Speth verkauft. 1805 ging der Besitz schließlich im Rahmen der Mediatisierung aufgrund des Reichsdeputationshauptschlusses an das Königreich Württemberg.

### Meidelstetten
Meidelstetten steht als Mutilistat auf einer Schenkungsurkunde aus dem Jahr 777. Das Kloster Weißenau kennt Adlige von Meidelstetten im 12. und 13. Jahrhundert. Später kam es zum Herzogtum Württemberg, wo es zunächst zum Oberamt Urach gehörte.

### Oberstetten
Oberstetten steht als Obrensteten in der Chronik des Klosters Zwiefalten im Jahr 1100. Die Burg Hohenstein und das Dorf Oberstetten fielen nach dem Aussterben der Herren von Oberstetten an Adalbert von Berolzheim. 1497 ging der Besitz von Kaspar von Bubenhofen an das Kloster Zwiefalten über. Im Rahmen der Säkularisation aufgrund des Reichsdeputationshauptschlusses kam der Ort an das Königreich Württemberg.
Bei Oberstetten befinden sich auch die Reste der Ödenburg aus dem 11. Jahrhundert.
siehe auch Burg Meidelstetten

### Ödenwaldstetten
In der Zwiefalter Chronik von 1137/1138 wird auch Ödenwaldstetten als Walichstetin erwähnt. Seit dem 15. Jahrhundert ist der heutige Name gebräuchlich. Auch dieser Ortsteil ging 1497 in den Besitz des Klosters Zwiefalten über, aber das Herzogtum Württemberg übernahm schon bald die Landesherrschaft. So gehörte Ödenwaldstetten dann als einziger Ortsteil des heutigen Hohenstein bereits vor 1800 zum Oberamt Münsingen.

### Verwaltungszugehörigkeit
Das restliche Gemeindegebiet kam mit der Gebietsreform um 1813 zum Oberamt Münsingen. Die Kreisreform während der NS-Zeit in Württemberg führte 1938 zur Zugehörigkeit des Gebiets zum Landkreis Münsingen. 1945 wurde die Gemarkung Teil der Französischen Besatzungszone und kam somit zum Nachkriegsland Württemberg-Hohenzollern, welches 1952 im Land Baden-Württemberg aufging. Nach der Auflösung des Landkreises Münsingen kam das Gemeindegebiet im Zuge der Kreisreform von 1973 zum Landkreis Reutlingen. Am 1. Januar 1975 schlossen sich die Vorgängergemeinden Bernloch, Eglingen, Meidelstetten, Oberstetten und Ödenwaldstetten zur neuen Gemeinde Hohenstein zusammen.

## Religion
Nach der Reformation in Württemberg ab 1534 und der damit verbundenen Glaubensspaltung zwischen der evangelischen und der katholischen Kirche befanden sich die Gemeinden des heutigen Hohenstein im Gebiet der Konfessionsgrenze, die für die religiös-kirchliche Identität und der entsprechenden kulturellen Unterschiede, mitunter auch Differenzen der dörflichen Bevölkerungen untereinander bis ins 20. Jahrhundert hinein prägend blieb. Während in Bernloch und Meidelstetten 1537 und in Ödenwaldstetten 1562 die Reformation eingeführt wurde, blieben Eglingen und Oberstetten römisch-katholisch. Die heutigen beiden evangelischen Kirchengemeinden Bernloch und Meidelstetten mit Oberstetten bilden die Gesamtkirchengemeinde Bernloch-Meidelstetten. Die evangelische Kirchengemeinde Ödenwaldstetten-Pfronstetten umfasst die Ortsteile Ödenwaldstetten und Eglingen der Gemeinde Hohenstein, den Hauptort und die Ortsteile Aichelau und Aichstetten der Gemeinde Pfronstetten sowie den Stadtteil Wilsingen der Stadt Trochtelfingen. Sie bestand als Gesamtkirchengemeinde bis vor wenigen Jahren aus den früheren Kirchengemeinden Ödenwaldstetten und Pfronstetten. Beide früheren Kirchengemeinden sind seit ca. 2018 fusioniert. Diese evangelischen Gemeinden gehören zum Kirchenbezirk Bad Urach-Münsingen der Evangelischen Landeskirche in Württemberg.

## Politik

### Verwaltungsgemeinschaft
Die Gemeinde Hohenstein bildet zusammen mit der Gemeinde Engstingen eine Verwaltungsgemeinschaft.

### Gemeinderat
Hohenstein ist eine der wenigen Gemeinden, in denen der Gemeinderat nach dem System der Mehrheitswahl gewählt wurde. Dies bedeutet, dass nur eine Liste (Wählervereinigung Hohenstein) aufgestellt wurde und diejenigen Bewerber, die die meisten Stimmen erhielten, gewählt sind. Der Gemeinderat hat 13 Mitglieder. Er besteht aus den gewählten ehrenamtlichen Gemeinderäten und dem Bürgermeister als Vorsitzendem. Der Bürgermeister ist im Gemeinderat stimmberechtigt. Die Wahlbeteiligung bei der Kommunalwahl am 9. Juni 2024 lag bei 73,71 %. (2019: 65,7 %).

### Bürgermeister
Der Bürgermeister wird für eine Amtszeit von acht Jahren gewählt. Jochen Zeller wurde 2007 und 2015 im Amt bestätigt, zuletzt mit 92,4 % der Stimmen. Zur Wahl 2023 trat Zeller nicht mehr an, gewählt wurde Simon Baier mit 73,7 % der Stimmen.
- 1975–1999: Wilhelm Hägele
- 1999–2023: Jochen Zeller
- seit 2023: Simon Baier

### Wappen
| Wappen der Gemeinde Hohenstein | Blasonierung: „In Rot auf grünem Hügel ein goldener (gelber) Quaderturm (Ruine mit am Tor und Fenster durchscheinenden Schildgrund) beiderseits begleitet von je einem nach oben und außen gewendeten silbernen (weißen) Dietrich.“ |
| Wappen der Gemeinde Hohenstein | Wappenbegründung: Aus der Vereinigung von fünf Orten ist am 1. Januar 1975 die Gemeinde Hohenstein hervorgegangen. In ihrem Wappen bezieht sich der Quaderturm auf die Ruine der Burg Hohenstein und damit auf den Gemeindenamen. Die silbernen Dietriche auf rotem Grund sind dem Wappen der Burgherren Kaib von Hohenstein beziehungsweise der ihnen verwandten, dem Gemeindegebiet gleichfalls historisch verbundenen Herren von Speth entnommen. Das Landratsamt verlieh Wappen und Flagge am 1. August 1977. |

Wappen der früheren Gemeinden

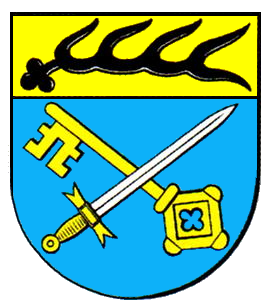
Bernloch
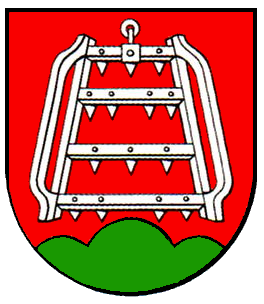
Eglingen
Meidelstetten
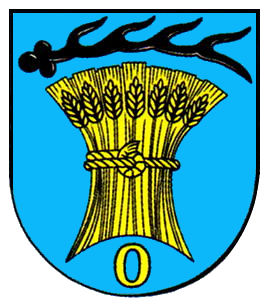
Oberstetten
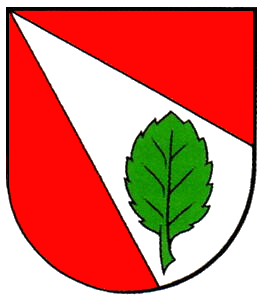
Ödenwaldstetten

## Kultur und Sehenswürdigkeiten
Hohenstein liegt an der Schwäbischen Dichterstraße, die an vielen Sehenswürdigkeiten vorbeiführt.
Der Film Ödenwaldstetten behandelt den sozialen und wirtschaftlichen Wandel der damals selbstständigen Gemeinde und heutigen Ortsteils Ödenwaldstetten.

### Museen

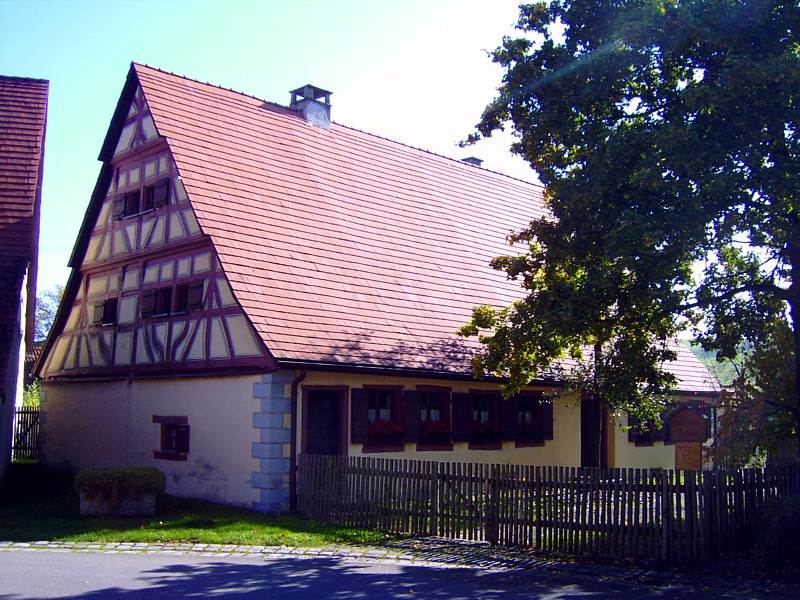
Bauernhausmuseum Ödenwaldstetten

Das Bauernhausmuseum im Ortsteil Ödenwaldstetten ist weit über die Grenzen der Gemeinde hinaus bekannt. Das etwa 400 Jahre alte Hauptgebäude ist vollständig eingerichtet und zeigt dem Besucher auch die bäuerliche Handwerkskunst vergangener Zeiten. Im Bauerngarten sind neben historischen Obstsorten der Schwäbischen Alb auch Heilkräuter und Gewürze zu sehen. Im Dachgeschoss befindet sich eine Teddybärensammlung.
Ab 1974 bis mindestens 1983 gab es das täglich geöffnete Automuseum Hohenstein in Ödenwaldstetten. Es waren rund 50 Fahrzeuge ausgestellt. Dazu gehörten Personenkraftwagen, Sportwagen, Rennwagen und Motorräder. Genannt sind Belsize, BMW Dixi, Maybach, NAW Colibri, Piccolo und Salmson.

### Musik
- Trachtenkapelle Bernloch
- Jugendchor Bernloch-Meidelstetten
- Musik- und Gesangsverein Eglingen e. V.
- Oberstetter Dorfmusikanten
- Posaunenchor Bernloch-Meidelstetten
- Posaunenchor Ödenwaldstetten
- Sängerbund Bernloch-Meidelstetten
- Sängerrunde Hohenstein

### Bauwerke

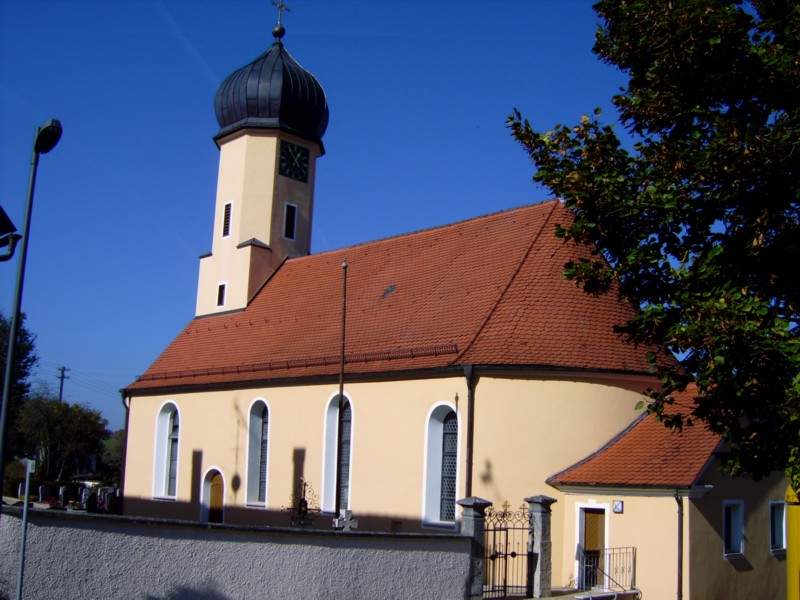
St. Wolfgangskirche in Eglingen

- Die Burg Hohenstein war Namensgeber für die heutige Gemeinde. Sie war um 1100 von reichen Adligen bewohnt. Die damaligen Hoffeste waren weithin bekannt. Seit 1438 ist die Burg nicht mehr bewohnt und inzwischen zur Ruine zerfallen.
- Evangelische St.-Georgs-Kirche in Bernloch: Nach Vorgängerbauten an anderer Stelle wurde 1774 eine größere Kirche errichtet, die 1929 durch einen Blitzeinschlag niederbrannte. Schon 1930 konnte die durch den Stuttgarter Architekt Emil Weippert neu errichtete Kirche eingeweiht werden.[12] Die Chorfenster wurden damals von Ernst H. Graeser mit den Themen Geburt, Auferstehung und Taufe Jesu in zurückhaltend-expressionistischem Stil und das Altarkreuz von der Stuttgarter Holzbildhauerin Edelgarde vom Berge und Herrendorff (1904–1982) gestaltet.[13]
- Katholische St.-Wolfgang-Kirche in Eglingen, 1775 von den Speth erbaut.
- Evangelische St. Otmar-Kirche in Meidelstetten:[14] 1777 erbaut. Außen fällt ein Wandmosaik des Künstlers Wilhelm Pfeiffer (1918–1991; Tübingen-Hirschau) auf, das den Auferstehungsengel am Christusgrab darstellt. Das Chorfenster von Adolf Valentin Saile zeigt in kräftigen Farben den auferstandenen Christus als Pantokrator mit Segensgebärde inmitten der Tore des himmlischen Jerusalem, darunter die Ströme lebendigen Wassers (Off 22,LUT EU) mit den Bäumen des Lebens.
- Heiligkreuzkirche in Oberstetten, aus dem 11./12. Jahrhundert.
- Evangelische Nikolauskirche in Ödenwaldstetten: Eine Kirche und Pfarrei St. Nikolaus wurde in Ödenwaldstetten bereits 1275 erwähnt. Sie wechselte mehrfach den Besitzer und blieb schließlich bei Württemberg, das die Reformation einführte, obgleich der Ort zum Kloster Zwiefalten gehörte. Erst 1778 kaufte Württemberg die Rechte an Ödenwaldstetten vom Kloster Zwiefalten ab. Die Nikolauskirche ist teilweise noch gotisch: Fresken von 1350 (Abendmahlsszene und Schutzmantelmadonna-Darstellung), frühgotischer Taufstein und ein Kruzifix von 1510/1520 an der Südwand. Im 17. Jahrhundert wurde sie erweitert und 1778, 1849, 1910 und 1956 renoviert. Das Chorfenster mit der Darstellung von Geburt, Passion und Herrlichkeit Christi stammt von 1956. In Ödenwaldstetten gab es im 16. Jahrhundert wohl eine weitere Kirche, die Martinskirche. Sie ist aber abgegangen.
- Neuapostolische Kirche in Bernloch, 1971 eingeweiht.
- Dachensteinturm, hölzerner Aussichtsturm auf dem Dachenstein südlich von Meidelstetten.

### Sport
- Sport- und Schützenverein Bernloch e. V.
- SSV Meidelstetten
- Tennisverein Hohenstein e. V.
- TSV Oberstetten 1922 e. V.
- Sabt Oberstetten
- TSV Ödenwaldstetten 1924 e. V.
- Tischtennis-Verein Bernloch
- DLRG

## Wirtschaft und Infrastruktur
Auf dem Gelände der ehemaligen Eberhard-Finckh-Kaserne haben die Gemeinden Engstingen, Hohenstein und Trochtelfingen 1994 den Gewerbepark Haid gegründet.

### Verkehr
Die Bundesstraße 312 führt, von der Bundesautobahn 8 beim Flughafen Stuttgart kommend, über Reutlingen durch das Gemeindegebiet weiter nach Riedlingen, Biberach an der Riß und Memmingen.
Der Öffentliche Nahverkehr wird durch den Verkehrsverbund Neckar-Alb-Donau (NALDO) gewährleistet. Die Gemeinde befindet sich in der Wabe 224.

### Ansässige Unternehmen
Die SchwörerHaus KG hat ihren Sitz im Ortsteil Oberstetten und unterhält dort ein Werk zur Fertigung von Holzprodukten und Haustechnik, ein Sägewerk, ein Kraftwerk, sowie das Ausstattungszentrum Süd und ein Musterhauszentrum.

### Bildung
Mit der 1973 gegründeten Hohensteinschule verfügt die Gemeinde über eine Grund- und Hauptschule mit Werkrealschule. Für die jüngsten Bewohner gibt es neben drei gemeindlichen Kindergärten auch je einen evangelischen (in Bernloch) und einen römisch-katholischen Kindergarten (in Oberstetten).

## Persönlichkeiten

### Söhne und Töchter der Gemeinde
- Wolfgang Dietrich Majer (1698–1762), in Bernloch geborener Porträtmaler
- Friedrich Bernritter (1748/49–1803), in Eglingen geborener Rentkammerrat und satirischer Schriftsteller[15]
- Hans Reyhing (1882–1961), Lehrer aus Bernloch, Schriftsteller und württembergischer Heimatdichter
- Hermann Schwörer (1922–2017), Jurist, Unternehmer und Politiker (CDU), MdB

### Persönlichkeiten, die im Ort wirken oder gewirkt haben
- Werner Raupp (* 1955), Historiker; wohnt in Ödenwaldstetten
- Ernst Geprägs (1929–2011), Landwirt, Funktionär des Deutschen Bauernverbandes und Politiker der CDU. Gemeinderatsmitglied und stellvertretender Bürgermeister der Gemeinde Hohenstein